# Uleella pisonifolia
Uleella pisonifolia är en tvåvingeart som först beskrevs av Ephraim Porter Felt 1912.  Uleella pisonifolia ingår i släktet Uleella och familjen gallmyggor. Inga underarter finns listade i Catalogue of Life.